# Allerum
Allerum är en tätort i Helsingborgs kommun i Skåne län. Tätorten består av de två sammanvuxna samhällena Allerum, kyrkby i Allerums socken, och Hjälmshult. Allerum är främst en bostadsort med pendling till Helsingborg.

## Historia
I området kring tätorten har man funnit rika spår av äldre bebyggelse, till exempel finns det ungefär 45 kända stenåldersboplatser i Allerums socken, samt ett 40-tal övriga fornlämningar. Man har också gjort fynd av renhorn från  paleolitikum i området, vilket är ett tecken på det i dessa trakter funnits stenåldersjägare som följde efter de renar som invandrade i området vid slutet av den senaste istiden, Weichsel. Dock har man inte hittat några monumentala lämningar, som exempelvis gravhögar eller megalitgravar. Från mesolitikum och maglemosekulturen härrör ett fynd av en hund träffad av en jaktpil. Under tidigneolitikum utökades jordbruket vilket gav allt fler permanenta bosättningar och man har funnit spår av flera sådana i trakten kring Allerum. Fynd av myrmalm i bearbetad form inom området tyder på att järnhantering kan ha förekommit under både förhistorisk tid, som under medeltiden. Namnet Allerum innehåller det forndanska mansnamnet Alli, dialektordet alle i betydelsen ’aldunge; al’ eller trädbeteckningen al i kollektiv betydelse. Den äldsta, kända skriftformen är från 1390, då namnet skrivs Aalrum. Efterleden "-rum" betyder sannolikt ’öppen plats, öppen mark’; namnen har bildats under både vikingatid och medeltid och många av dem har antagligen ursprungligen betecknat slåtter- och betesmarker.
Under 1100-talets andra hälft eller senast i början av 1200-talet uppfördes Allerums kyrka och själva byn Allerum bör därför ha uppstått innan detta. Uppförandet av kyrkan innebar också att Allerums socken bildades och kyrkan fick egen dop- och begravningsrätt. Tidigare hade befolkningen i området tillhört Sankt Petri kyrka i Helsingborg. Redan under 1200- eller 1300-talet gjordes en utökning av kyrkan åt väster, vilket var vanligt vid denna tid. På 1400-talet byggdes även ett torn till kyrkan. Orten var indelad i en kyrkby och en bondby, medan det i Hjälmshult fanns en kungsgård. Hjälmshult utgjorde under senare delen av medeltiden ett självständigt ärkebiskopligt län med kungsgården som huvudgård och under denna lydde 14 hemman. När länet etablerades är dock oklart, men det äldsta skriftliga beviset att kungsgården existerat är från en köpehandling från 1422. En möjlighet är att länet bildades då Jens Brostrup var ärkebiskop mellan 1472 och 1497. Under dennes tid samlades de utspridda gårdarna tillhörande ärkebiskopen under ett förvaltningslän. Efter att reformationen genomförts i Danmark drogs länet in till kronan och blev ett kronolän. Detta kom 1557 att inordnas under Helsingborgs län.
Bondbyn i Allerum låg samlad kring vägen mot Ödåkra och gårdarnas tillhörande marker låg närmast bebyggelsen och användes som åker- eller ängsmark. Större delen av arealen utgjordes av fäladsmark, Kulla fälad, som utnyttjades för bete. Från bygdens gårdar exporterades redan på 1400-talet stora mängder hästar och nötkreatur, till exempel från Hjälmshults kungsgård och Rosendal, till Helsingborgs slott eller vidare till Danmark. Allerums socken anges senare i 1663 års jordebok vara en viktig leverantör av ved och träkol. Förutom kyrkan består den äldsta bevarade bebyggelsen här av Klockaregården från 1760, Skomakaregården från 1800 och prästgården från 1820. Prosten Sven Claesson Arrhén ger i en beskrivning av Allerums socken från 1828 en bild av hur dess bebyggelse kan ha sett ut. Skicket var till största delen dominerat av korsvirkesbyggnader med ifyllnad av lera och halm i facken, som saknar källare. Gårdarna bestod oftast av fyra byggnader: boningshus, loge och lada, stall, samt brygghus. 
Enligt källor i litteraturen var området kring Allerum svårodlat med skogar och stora kärr- och myrmarker. Fram till 1800-talets början hade Allerum karaktären av en så kallad radby, med hela bebyggelsen belägen utmed Fleningevägens norra del. År 1827 genomfördes sedan enskiftet i Allerum som innebar att en del gårdar fick flyttas, men några kunde lämnas kvar på sina ursprungliga platser. Skiftet hade sin upprinning i att en innehavare av ett kronoskattehemman i Allerum hade krävt storskifte och rågångsskillnad mellan byarna som ingick i Allerums markelag, vilket dock så småningom slutade i enskifte. Enskifte hade också begärts av övriga kronoskattebönder i Allerum. Som resultat av skiftet kom marker som tidigare inte uppodlats att göras om till åkermark, däribland Kulla fälads ljung- och enbevuxna marker. De stora våt- och sankmarkerna dikades ur och avvattnades, ett arbete som fortsatte en bit in på 1900-talet. År 1833 byggdes den första egentliga skolan, som 1860 flyttade in i samma byggnad som fattighuset, som då benämndes Allerums Högre Folkskola. Senare tillkom även lokaler för post- och bankverksamhet. 

### Befolkningsutveckling
| Befolkningsutvecklingen i Allerum 1960–2020 | Befolkningsutvecklingen i Allerum 1960–2020 | Befolkningsutvecklingen i Allerum 1960–2020 | Befolkningsutvecklingen i Allerum 1960–2020 | Befolkningsutvecklingen i Allerum 1960–2020 |
| ------------------------------------------- | ------------------------------------------- | ------------------------------------------- | ------------------------------------------- | ------------------------------------------- |
|                                             |                                             |                                             |                                             |                                             |
| År                                          |                                             |                                             | Folkmängd                                   | Areal (ha)                                  |
| 1960                                        | 1960                                        |                                             | 436                                         |                                             |
| 1965                                        | 1965                                        |                                             | 444                                         |                                             |
| 1970                                        | 1970                                        |                                             | 402                                         |                                             |
| 1975                                        | 1975                                        |                                             | 481                                         |                                             |
| 1980                                        | 1980                                        |                                             | 517                                         |                                             |
| 1990                                        | 1990                                        |                                             | 492                                         | 75                                          |
| 1995                                        | 1995                                        |                                             | 512                                         | 75                                          |
| 2000                                        | 2000                                        |                                             | 581                                         | 76                                          |
| 2005                                        | 2005                                        |                                             | 628                                         | 78                                          |
| 2010                                        | 2010                                        |                                             | 716                                         | 78                                          |
| 2015                                        | 2015                                        |                                             | 722                                         | 96                                          |
| 2020                                        | 2020                                        |                                             | 742                                         | 95                                          |
|                                             |                                             |                                             |                                             |                                             |

## Samhället
Allerum och Hjälmshult har med tiden vuxit ihop genom bebyggelse längs med Jonstorpsvägen och dessa räknas därför statistiskt som en och samma ort. Samhället består därför av två tätortsstrukturer, där Allerum är beläget i söder, med bebyggelse koncentrerad kring Allerums kyrkväg, Jonstorpsvägen och Allerumsvägen, och Hjälmshult i norr, vars bebyggelse främst är belägen kring korsningen mellan Jonstorpsvägen och Tursköpsvägen. Båda orterna omges till stor del av utspridd gårdsbebyggelse, där flera av gårdarna är av äldre datum.
Bebyggelsen i Allerum har vuxit fram kring Allerums kyrka vid korsningen mellan Jonstorpsvägen och Allerums kyrkväg. Det är även här man kan hitta ortens äldsta bebyggelse, som utgör en välbevarad bymiljö, bestående av ett antal äldre gårdar, till exempel Skomakaregården och Klockaregården. Norr om kyrkan ligger även Prästgården. Längre norrut, där Allerumsvägen möter Jonstorpsvägen ligger ett område med byggnader från senare delen av 1800-talet i form av det gamla sparbankshuset och fattighuset, som numera är ortens skola. Övrig bebyggelse består till största delen av villor från 1900-talet. Längs Allerumsvägen och österut, samt längs Jonstorpsvägen norrut ligger ett antal villor längs vägen med skiftande byggnadsdatum. Denna bebyggelse har sedan kompletterats med nyare villaområden bakom. Längs Jonstorpsvägen i söder ligger ett villaområde från 1950-talet kring Béens väg.
2024 påbörjade man ett nytt bostadsområde bakom Béens väg med ca 40 kommunala fribyggartomter. Även här vill man måna om bymiljön i utformningen av bostadsområdet.  
Hjälmshult består till största delen av villa- eller gårdsbebyggelse längs Jonstorpsvägen, vilken sedan koncentreras vid mötet med Tursköpsvägen från öster. Här har ett antal sidogator anlagts, vilket ger ett mer sammanhållet villaområde. Åldern på byggnaderna är blandad och spänner från början av 1900-talet till nutid. I väster ligger Hjälmshults kungsgård, omgiven av ett antal större skogsdungar, vilka avgränsar gården från tätortsbebyggelsen. I samhällets södra del ligger det före detta missionshuset samt brandstationen. Öster om samhället finns en golfbana.

## Föreningar
Orten har ett rikt föreningsliv med bland annat ett antal idrottsföreningar, ryttarföreningar, scoutkår, golfklubb och byalag.

## Personer från orten
- Riksdagsmannen Casper Isaak Michaël Ehrenborg (född 17 november 1788, död 16 september 1823) föddes i Hjälmshult.
- Filmfotografen Jörgen Persson växte upp i Allerum, där hans far drev lanthandel.
- Nils Persson, svensk konsul, företagare och riksdagsman verksam till största delen i Helsingborg, föddes 1836 på gården Allerum nr 4.